# Carrai-Nationalpark
Der Carrai-Nationalpark ist ein Nationalpark im Nordosten des australischen Bundesstaates New South Wales, 347 km nördlich von Sydney, etwa 65 km südöstlich von Armidale und rund 85 km nordwestlich von Port Macquarie.
Der Nationalpark liegt östlich des Oxley-Wild-Rivers-Nationalparks südwestlich des Macleay River. Er umfasst den größten Teil des Carrai-Plateaus einer Granithochfläche mit steilen Abbrüchen zum Macleay River und seinem Nebenfluss, dem Kunderang Brook.
Die Zufahrt zum Park ist nur von Süden her über eine unbefestigte Straße aus Kookaburra möglich. Sie ist nur für Fahrzeuge mit Allradantrieb geeignet.